# Malcolm St. Clair
Malcolm St. Clair (Los Angeles, 17 de maio de 1897 – Pasadena, 1 de junho de 1952) foi um diretor, roteirista, produtor e ator norte-americano na era do cinema mudo.  Às vezes creditado como Mal St Clair, ele foi um discípulo de Mack Sennett, trabalhando como ator em muitos filmes do gênero comédia.
Faleceu aos 55 anos e foi enterrado no Mountain View Cemetery and Mausoleum, em Altadena, Califórnia.